# مشاريع صغيرة لتوليد الكهرباء بالمياه الجارية

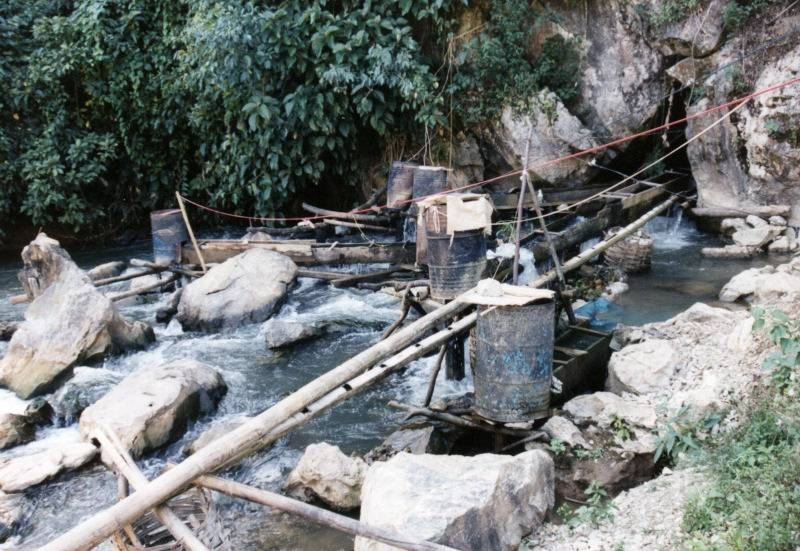
مشروع صغير لتوليد الكهرباء في شمال غرب فيتنام

المشاريع الصغيرة لتوليد الطاقة الكهرومائية بالمياه الجارية (بالإنجليزية: Micro hydro)‏، هي نوع من مشاريع توليد الكهرباء التي تنتج عادة ما بين 5 إلى 100 كيلوواط من الكهرباء باستخدام التدفق الطبيعي للمياه. ويمكن لهذهِ المنشآت توفير الطاقة لمنزل معزول أو مجتمع صغير، أو يمكن ربطها أحياناً مع شبكات الطاقة الكهربائية. وهناك العديد من هذه المنشآت في جميع أنحاء العالم، ولا سيما في الدول النامية لأنها يمكن أن توفر مصدراً اقتصادياً للطاقة دون شراء الوقود. إن المشاريع الصغيرة لتوليد الكهرباء بالمياه الجارية تعتبر متممة لمشاريع توليد الكهرباء بالطاقة الشمسية لأن تدفق المياه يتيح توليد الكهرباء في كثير من الأماكن، ويكون في حده الأعلى في فصل الشتاء عندما تكون الطاقة الشمسية هي في حدها الأدنىٰ. ويتم توليد الكهرباء باستخدام عجلة بيلتون (Pelton) التي توفر ضغطاً أعلىٰ حتىٰ وإن كان تدفق المياه منخفضاً. تكون المنشأة في كثير من الأحيان مجرد بركة على شكل سد صغير، في أعلىٰ شلال وتمد منه أنابيب لمسافة عدة مئات من الأقدام تؤدي في النهاية إلى موقع مولد صغير للكهرباء.

## التركيب

مثال لوحدة صغيرة لتوليد الطاقة الكهرومائية

إن تفاصيل بناء مشروع وحدة توليد طاقة كهرومائية يعتمد على الموقع تحديداً. أحيانا يمكن استخدام خزان اصطناعي لبركة أو غيرها يكون موفراً بحيث يتم تكييفها لإنتاج الطاقة. بشكل عام، مشروع وحدة توليد طاقة كهرومائية يتكون من عناصر عدة. وتشمل أهمها نقطة تحويل مياه من مجرى مياه طبيعي، نهر، أو ربما شلال. لا بد من وضع شبكة لمنع دخول الأجسام الصلبة العائمة والأسماك، لمنع دخول الأجسام الكبيرة. في المناخات الباردة يجب أن يمنع هذا الهيكل دخول الجليد كذلك. وأن يكون له بوابة توقف دخول الماء من أجل التفتيش والصيانة. تسير المياه المحولة في الأنابيب إلى مبنى توليد الكهرباء حيث تتواجد التوربينات. في المناطق الجبلية، فإن الوصول إلى مسار الماسورة يشكل تحديات كبيرة خاصةً إذا كان مصدر المياه، والتوربينات بعيدان عن بعضهما بعضا، وقد يشكل بناء الماسورة الجزء الأكبر من تكاليف البناء. عند التوربينات، يتم تثبيت صمام سيطرة لتنظيم تدفق المياه وسرعة التوربينات. يقوم التوربين بتحويل تدفق وضغط المياه إلى طاقة ميكانيكية، والمياه الخارجة من التوربينات تعود إلى المجرى الطبيعي على طول قناة ما بعد المولدات. يقوم التوربين بتدوير مولد يكون مرتبطاً بشبكة كهرباء لمبنى واحد في المنشآت الصغيرة، أو قد يكون مرتبطاً بشبكة كهرباء نظام للتوزيع على عدد من المنازل أو المباني. عادة ما تكون مشاريع وحدات توليد الطاقة الكهرومائية الصغيرة متصلة بسد أو خزان، مثل محطات الطاقة الكهرومائية الكبيرة، وتعتمد على الحد الأدنى من تدفق المياه المتوفرة على مدار السنة.

## التنظيم وطريقة العمل
عادة، تقوم وحدة تحكم أوتوماتيكية بالسيطرة على صمام على مدخل التوربين للحفاظ على سرعة ثابتة (وذبذبة التيار) عندما يتغير الحمل على المولدات. أما في الحالات التي تكون الأنظمة مع شبكة ذات مصادر متعددة، فإن أجهزة السيطرة على التوربينات تضمن تدفق الطاقة من المولد إلى الشبكة. إن تذبذب التيار يجب أن تتناسب مع تذبذب تيار الشبكة الرئيسية المتصل المولد بها، وإذا كان الحمل المستخدم أقل من الطاقة الناتجة من المولد فإنه يلزم ربط المولد اوتوماتيكيا بأحمال إضافية لتبديد الطاقة الفائضة، في حين أن هذه الطاقة تذهب هدراً، وذلك إذا لم يكن من الممكن إيقاف تدفق المياه عبر التوربين. يعمل المولد الأولي دائما على ذبذبة الشبكة بغض النظر عن سرعة دورانه؛ كل ما هو ضروري هو التأكد من أن بدور التوربين بسرعة أكبر من سرعة التوافق بحيث يقوم التوربين بإنتاج الطاقة بدلا من استهلاكها. أما بالنسبة لأنواع أخرى من التوربينات فإنها تتطلب نظم التحكم في السرعة لمطابقة الذبذبة بينها وبين الأنظمة الأخرى. في هذه الأيام حيث تتوفر أجهزة سيطرة على الطاقة إلكترونية حديثة غالبا ما يكون من الأسهل تشغيل المولد على أي تردد عشوائي وتغذية إنتاجها من خلال محول ينتج ذبذبة الشبكة. إن أجهزة السيطرة على الطاقة الالكترونية الحديثة تسمح الآن باستخدام مغناطيس دائم يثبت التيار المتذبذب. إن استخدام هذه الطريقة يسمح باستخدام التوربينات ذات السرعة المنخفضة /أو الضغط المنخفض بأن تكون قادرة على المنافسة، بل يمكن تشغيلها في سرعة أفضل لتوليد الطاقة، ويتم التحكم في ذبذبة التيار من قبل الأجهزة الإلكترونية بدلا من المولد. بالنسبة للوحدات الصغيرة التي تولد بضعة كيلوات أو أقل فانه يمكن توليد تياراً مباشراً لشحن بطاريات يمكن استخدامها في أوقات ذروة الاستخدام.

## أنواع التوربينات
ويمكن استخدام عدة أنواع مختلفة من التوربينات المائية في المنشآت المائية الصغيرة، يعتمد الاختيار على ضغط المياه، وحجم تدفق، وعوامل أخرى مثل توفر خدمات الصيانة محلياً، ونقل المعدات إلى الموقع. بالنسبة للمناطق الجبلية حيث يمكن توفر شلالاَ بارتفاع 50 مترا أو أكثر يمكن استخدام عجلة بيلتون. للمنشآت ذات الضغط المنخفض يمكن استخدام توربين فرانسيس أو التوربين المروحي. بالنسبة للمنشآت ذا الضغط المنخفض جدا التي لا يزيد ارتفاعها عن بضعة أمتار فيمكن استخدام التوربينات المروحية ووضعها في حفرة. لربما المنشآت المائية الصغيرة جداً فقد تستخدم مضخات الطرد المركزي الصناعية بحيث تدور في الاتجاه المعاكس لكي تكون هي المحرك الرئيسي، في مثل هذه الأحوال فأن الكفاءة قد لا يكون مرتفعة كما هي في التوربينات التي بنيت لهذا الغرض، ولكن الكلفة منخفضة نسبيا مما يجعل من هذه المشاريع مجدية اقتصاديا. في المنشآت ذات الضغط المنخفض فإن تكاليف الصيانة والآليات غالبا ما تصبح مهمة. إن المياه ذات الضغط المنخفض تحرك كميات كبيرة من المياه التي تحمل الكثير من الأوساخ على سطحها. لهذا السبب يفضل في كثير من الأحيان استخدام توربين Banki وتسمى أيضا توربين Ossberger ، وهي تشبه عجل الساقية بدوران متعاكس، لأنظمة توليد الطاقة ذات الضغط المنخفض. مع انها أقل كفاءة إلا إنها أبسط في الإنشاء وأقل كلفة من توربينات ذات الضغط المنخفض الأخرى بنفس القدرة. بما أن الماء يدخلها ثم يخرج منها، فإنها تنظف نفسها بنفسها، وهي أقل عرضة للعطل بسبب الأوساخ.
```
جهاز توربين ارخميدس (البرغي المعكوس): يوجد منه مشروعان يعملان بالضغط المنخفض في إنكلترا، مشروع Settle Hydro ومشروع Torrs Hydro يستخدمان جهاز توربين ارخميدس (البرغي المعكوس) وهو تصميم آخر يتحمل الأوساخ وتصل كفاءته إلى 85٪.
Gorlov: توربينGorlov الحلزوني الذي يعمل في الجريان المحصور أو غير المحصور مع وجود سد إو بدونه.
توربينات فرانسيس والتوربينات المروحية.
توربينات كابلان: هنلك بديل لتوربين كابلان التقليدي باستخدام مغناطيس دائم ذو قطر كبير، يدور ببطء، يعمل بضغط منخفض جداً وتصل كفائته إلى 90٪.
توربين الدوامة لإنتاج الطاقة باستخدام الجاذبية: يمكن تحويل جزء من مياه النهر عند حافة أو شلال طبيعي إلى حوض له مخرج في وسطه مما يشكل دوامة عند خروج المياه منه. أن الطاقة الحركية الناتجة تدير عموداً يدور بسببها ويكون متصلاً بمولد كهرباء تصل كفاءته إلى 83٪ وتنخفض إلى 64٪ عندما ينخفض تدفق المياه إلى الثلث.
```

## الاستخدام
نظم توليد الكهرباء بطريقة التوربينات هذه مرنة جدا، ويمكن استخدامها في عدد من البيئات المختلفة. فهي تعتمد على كمية تدفق المياه من المصدر (الخور أو النهر أو الجدول) وسرعتها. ويمكن تخزين الطاقة في مجموعات من البطاريات في مواقع بعيدة كل البعد عن المنشأة أو استخدامها بالإضافة إلى النظام المربوط مباشرة لكي تكون موجودة عند اللزوم في حالات الطلب المتزايد على الطاقة. ويمكن تصميم هذه الأنظمة للحد من الأضرار المحتملة الناجمة بشكل منتظم من قبل السدود الكبيرة أو غيرها من المواقع الكبيرة لتوليد الطاقة الكهرمائية.

## التنمية الريفية المحتملة
فيما يتعلق بالتنمية الريفية، والتكاليف البسيطة وانخفاض نسبي نظم توليد الكهرباء الصغيرة بطريقة التوربينات فتح فرص جديدة لبعض الجماعات المحلية المعزولة التي بحاجة إلى الكهرباء. فقط بجدول صغير، يمكن وصول الإضاءة والاتصالات للمنازل والعيادات الطبية والمدارس والمرافق الأخرى في المناطق النائية. إن نظم توليد الكهرباء الصغيرة بطريقة التوربينات يمكن تشغيلها على مستوى معين من قبل الشركات الصغيرة لإمكانيات الدعم. المناطق على طول جبال الأنديز وسري لانكا والصين لديها بالفعل برامج مماثلة نشطة. واحد غير متوقع على ما يبدو استخدام هذه النظم في بعض المناطق هو الحفاظ على أفراد المجتمع من الشباب ينتقلون إلى المناطق الحضرية أكثر من أجل تحفيز النمو الاقتصادي. فضلا عن احتمال تقديم حوافز مالية للعمليات أقل كثافة الكربون ينمو، وربما في المستقبل لنظم micro hydro أصبح أكثر جاذبية.

## مزايا وعيوب

### مزايا النظام
يتم توليد طاقة Micro Hydro من خلال العمليات التي تعتمد التدفق الطبيعي للمياه. والأكثر شيوعا هو تحويل هذه الطاقة إلى طاقة كهربائية. وذلك مع عدم وجود انبعاثات مباشرة من عملية التحويل هذه، وهذا يعني أنها صديقة للبيئة غير ضارة بها وإذا ما خطط لها بشكل جيد، وبالتالي تأمين الطاقة من مصدر الطاقة المتجددة. ويعتبر Micro Hydro نظام «مجرى النهر» مما يعني أن يتم توجيه المياه المحولة من النهر أو النهر مرة أخرى في مجرى مائي واحد. إضافة إلى الفوائد الاقتصادية المحتملة من microhydro فهناك كذلك الكفاءة والموثوقية والفعالية بالتكلفة.

### عيوب النظام
إن نظم توليد الكهرباء الصغيرة بطريقة التوربينات محدودة بطبيعة موقعها. أكثر التأثيرات مباشرة تأتي من مصادر المياه ذات التدفقات الضئيلة. وبالمثل، يمكن أن تتغير تدفقات موسميا في بعض المناطق. وأخيرا، من أكثر التأثيرات السلبية ولعلها في مقدمتها العيب هو المسافة من مصدر التوليد إلى المكان المحتاج لهذه الطاقة. إن مشكلة التوزيع، بالإضافة لغيرها من الأمور الأساسية يجب أخذها بعين الاعتبار عند النظر في إمكانية استخدام نظم توليد الكهرباء الصغيرة بطريقة التوربينات.